# Comoara din vechea cetate
Comoara din vechea cetate este un film românesc din 1971 regizat de Ion Gănescu.